# Sédonoudé Abouta
Janvier Sedonoude Abouta (1 de janeiro de 1981) é um futebolista profissional malinês que atua como atacante.

## Carreira
Sédonoudé Abouta representou a Seleção Malinesa de Futebol nas Olimpíadas de 2004.